# 1902 en Suisse
Chronologie de la Suisse
- 1898
- 1899
- 1900
- 1901
- 1902
- 1903
- 1904
- 1905
- 1906

Chronologie de la Suisse
1901 en Suisse - 1902 en Suisse - 1903 en Suisse

## Gouvernement au1erjanvier 1902
- Conseil fédéral[1]
  - Joseph Zemp (PDC), vice-président de la Confédération
  - Adolf Deucher (PRD), vice-président de la Confédération
  - Eduard Müller (PRD)
  - Walter Hauser (PRD)
  - Robert Comtesse (PRD)
  - Marc-Emile Ruchet (PRD)
  - Ernst Brenner (PRD)

## Évènements
Mercredi 1er janvier 
- Les  Chemins de fer fédéraux suisses (CFF)  commencent leur activité comme entreprise née de l'étatisation des chemins de fer et de la fusion de la Compagnie du Central-Suisse, des Chemins de fer du Nord-Est (avec la flotte du lac de Constance) et de la Compagnie de l’Union-Suisse.
- Entrée en vigueur de l’assurance-militaire, première assurance sociale offrant des prestations en cas de maladie et d’accidents survenus lors de périodes de service militaire.

 Jeudi 2 janvier 
- Ouverture de la gare aux marchandises St-Johann à Bâle.

 Jeudi 9 janvier 
- La section valaisanne du Club alpin suisse organise le premier cours de ski pour guides de montagne à Zermatt.

 Samedi 18 janvier 
- Premier numéro, en allemand, de l’hebdomadaire de la Coop, sous le nom de Genossenschaftliches Volksblatt.

 Lundi 3 février 
- Le Conseil fédéral décide d’utiliser une plaque militaire pour établir l’identité des soldats tombés sur un champ de bataille.

 Mardi 11 février 
- Relents de Kulturkampf dans le Jura bernois.

 Jeudi 13 mars 
- A Monaco, le médecin suisse Ernest Guglielminetti utilise pour la première fois le procédé de goudronnage routier en faisant recouvrir 40 mètres de route pour lutter contre la poussière.

 Lundi 24 mars 
- Fondation à La Chaux-de-Fonds d’un Musée d’horlogerie, qui deviendra le  Musée international de l'horlogerie en 1970.

 Mardi 1er avril 
- Inauguration du Palais fédéral à Berne, après huit ans de travaux.

 Dimanche 27 avril 
- Élections cantonales à Bâle-Ville. Isaak Iselin (PRD), Heinrich David (PRD), Richard Zutt (PRD), Wilhelm Bischoff (PRD) et Heinrich Reese (PRD) sont élus au Conseil d’Etat lors du 1er tour de scrutin.

 Dimanche 4 mai 
- Élections cantonales à Bâle-Ville. Eugen Wullschleger (PSS) et Albert Burckhardt-Finsler (PRD) sont élus au Conseil d’Etat lors du 2e tour de scrutin.

 Mardi 3 juin 
- A Zurich, le Congrès de la Fédération internationale des ouvriers du textile approuve une résolution demandant l'abolition du travail à la pièce.

 Lundi 30 juin 
- Fondation à Berthoud (BE) de la Fédération suisse de hornuss.

 Lundi 7 juillet 
- Ouverture du Palace de Caux (VD).

 Samedi 19 juillet 
- Le Conseil fédéral décide d’introduire la réforme de l’orthographe allemande approuvée en 1901 lors de la conférence de Berlin.

 Vendredi 1er août 
- Dernière exécution capitale en Suisse romande. Etienne Chatton est guillotiné à Fribourg pour avoir tué sa cousine à coups de hache.

 Samedi 9 août 
- Inauguration du tunnel de Jaman par lequel le Chemin de fer Montreux-Oberland Bernois (MOB) relie la région lémanique à la Gruyère.

 Vendredi 15 août 
- Inauguration de la première ligne téléphonique entre la Suisse et l'Italie.

 Lundi 25 août 
- Grève de 200 ouvriers sur le chantier du chemin de fer Glovelier-Saignelégier (JU).

 Jeudi 18 septembre 
- Grève des maçons et manœuvres de la ville de Berne pour réclamer une augmentation de salaire et l’interdiction de la vente d’alcool sur les chantiers.

 Mercredi 1er octobre 
- Mise en service de la ligne Vevey-Blonay (VD) des Chemins de fer électriques Veveysans.

 Jeudi 9 octobre 
- Grève générale à Genève. 15 000 travailleurs cessent le travail pour faire annuler le licenciement de 44 employés de la Compagnie genevoise des tramways électriques (CGTE), congédiés pour être remplacés par du personnel féminin moins bien payé. Des affrontements opposent les grévistes à l’armée.

 Samedi 11 octobre 
- Première loi fédérale sur les forêts.

 Jeudi 23 octobre 
- Une épidémie de typhus provoque la mort d’une vingtaine de soldats dans le canton de Zurich.

 Dimanche 26 octobre 
- Élections au Conseil national. Les urnes donnent la répartition suivante des 167 sièges : 100 au (PRD), 36 aux conservateurs catholiques, 20 au centre libéral et 11 au (PSS) dont c’est la première participation aux élections fédérales.

 Lundi 3 novembre 
- Inauguration du Palais de Rumine, à Lausanne

 Dimanche 23 novembre 
- Votations fédérales. Le peuple approuve, par 258 567 oui (76,3 %) contre 80 429 non (23,7 %), l’arrêté fédéral concernant la subvention de l'école primaire publique par la Confédération.

 Mercredi 10 décembre 
- Le journaliste Élie Ducommun et l’avocat Albert Gobat, tous les deux pacifistes, reçoivent le Prix Nobel de la paix.

 Jeudi 11 décembre 
- Election de Ludwig Forrer (PRD, ZH) au Conseil fédéral.

## Décès
- 13 mai : Louis Secretan, médecin, professeur extraordinaire d'oto-rhino-laryngologie à l'Université de Lausanne, à Lausanne, à l’âge de 49 ans.
- 17 mai : Georges Favon, fondateur et rédacteur du Petit Genevois, organe du radicalisme populaire, à Genève, à l’âge de 59 ans.
- 25 mai : Émile Boéchat, journaliste, à Delémont (JU), à l’âge de 52 ans.

- 28 juin : Édouard Castres, peintre, auteur de L'Entrée de l'armée française aux Verrières, à Annemasse (Haute-Savoie), à l’âge de 64 ans.
- 23 septembre : Henri Warnery, poète, à Lausanne, à l’âge de 43 ans.
- 22 octobre : Walter Hauser, conseiller fédéral (PRD, ZH), à Berne, à l’âge de 65 ans.